# Coalsack Bluff
Das Coalsack Bluff (englisch für Kohlensackklippe) ist ein kleines Kliff in der antarktischen Ross Dependency. In den Colbert Hills ragt es 10 km westnordwestlich des Bauhs-Nunatak am Nordrand des Walcott-Firnfelds auf.
Teilnehmer einer von 1961 bis 1962 dauernden Kampagne im Rahmen der New Zealand Geological Survey Antarctic Expedition benannten es nach dem Kohlesaum, der das Gestein des Kliffs durchzieht. Das Kliff ist die erste Fundstätte in der Antarktis, in der Fossilien der Sauriergattung Lystrosaurus entdeckt wurden.